# Muhammad Badi’e

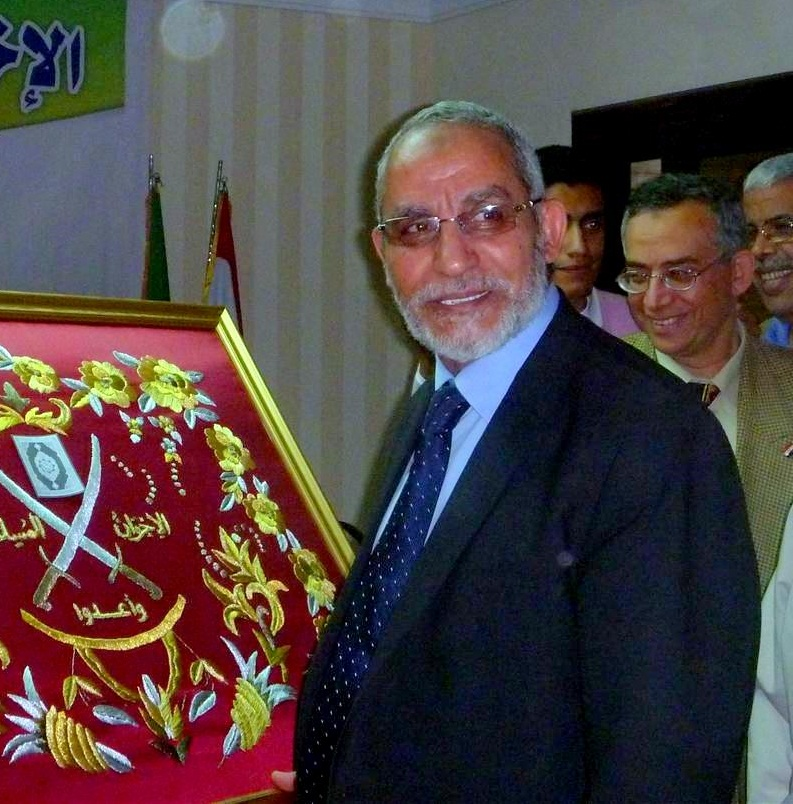
Muhammad Badi’e (2011)

Muhammad Badi’e (arabisch محمد بديع, DMG Muḥammad Badīʿ; * 7. August 1943 in al-Mahalla al-Kubra) ist ein ägyptischer Hochschullehrer für Tiermedizin und Politiker. Seit Januar 2010 ist er der neunte Vorsitzende der Muslimbruderschaft.

## Leben
Badi’e schloss sein Studium der Veterinärmedizin 1966 ab und lehrt an der Universität von Bani Suwaif. Wegen seiner Mitgliedschaft bei den Muslimbrüdern verbrachte er mehrere Jahre im Gefängnis. Der Rest einer 15-jährigen Haftstrafe wurde ihm 1974 nach neun Jahren von Staatspräsident Anwar as-Sadat erlassen. 1998 saß er 75 Tage, ab 1999 drei Jahre lang in Haft.
Mitte 2012 kam Mohammed Mursi, ein Mitglied der Muslimbruderschaft, an die Macht. Im ersten Halbjahr 2013 wurden die Proteste immer stärker; im Juli stellte das ägyptische Militär Mursi ein Ultimatum zur Beilegung der Krise und setzte ihn nach Verstreichen des Ultimatums ab.
In der Nacht vom 19. auf den 20. August 2013 wurde Badi’e festgenommen. Damit saß ein Großteil der islamistischen Führungsriege in Haft. In der Folge war Badi’e in Strafprozessen in mehreren Städten Ägyptens unter den Angeklagten:
- Am 9. Dezember 2013 begann gegen ihn  ein Prozess wegen „Anstachelung zum Mord“ und „Störung der öffentlichen Ordnung“. Neben Badi’e mussten sich seine engsten Vertrauten Essam el Erian und Mohamed el Beltagy sowie zwölf weitere Mitglieder wegen „Terrorismus und illegalen Waffenbesitzes“ verantworten. Dabei ging es um Zusammenstöße am 15. Juli,[5] besonders bei einem Polizeigebäude in Gizeh[6][7][8] Wegen Tumulten im Gerichtssaal vertagte das Gericht den Prozess auf den 16. Februar 2014.[9] Am 19. Juni 2014 wurde Badi’e durch ein Gericht in Gizeh zum Tode verurteilt,[10][11][12]
- Von einem Verfahren gegen Badi’e und andere, das Ende Oktober 2013 in Kairo hätte beginnen sollen, wurde berichtet, dass sich zwei Richterbesetzungen nacheinander (wegen Befangenheit) aus dem Verfahren zurückzogen.[5][9][13] Hierbei ging es um den Tod von Demonstranten, die am 30. Juni 2013 das Hauptquartier der Muslimbruderschaft in Kairo gestürmt hatten.[13][14]
- Am 28. April 2014 wurde Badi’e zusammen mit Hunderten anderer Mursi-Anhänger in Al-Minya zum Tod durch den Strang verurteilt. Sie sollen unter anderem während der Proteste gegen die Absetzung Mursis 2013 im Gouvernement al-Minya eine Polizeistation gestürmt haben, wobei ein Beamter getötet worden sei. Am 21. Juni 2014 wurden 183 der Todesurteile bestätigt, darunter auch Badi’es.[10][15]
- Im Zusammenhang mit der Blockade einer Straße in Qalyub wurde Badi’e am 7. Juni 2014 in Schubra al-Chaima zum Tode verurteilt,[16] am 5. Juli 2014 wurde die Strafe in Banha zu lebenslanger Haft abgemildert.[17][18][19]